# Tarna
Tarna es una parroquia del concejo de Caso, en el Principado de Asturias. Tiene una población de 60 habitantes (2019)  repartidos en 97 viviendas y 31,03 km². Está situado a 16 km de la capital del concejo, Campo de Caso.
El pueblo de Tarna actual fue construido por el Servicio Nacional de Regiones Devastadas y Reparaciones tras la Guerra Civil, ya que el pueblo primitivo fue destruido en la contienda por el Ejército Republicano en su retirada ante el avance del Ejército Nacional.

## Tarna antes de la guerra civil
- Orígenes

El origen de Tarna es objeto de discusión. Dado que en el pueblo abundan los apellidos judíos, popularmente se ha creído que puede ser un enclave fundado por sefardíes, si bien su posición estratégica como paso entre la Cornisa Cantábrica y la Meseta sugieren que el lugar pudiese tener algún tipo de ocupación a partir de las Guerras Cántabras o incluso en era prerromana. Esa posibilidad la apoya el hecho de que existan rastros romanos cercanos, como en Campo de Caso y Puente de Arco. Por desgracia no existen indicios arqueológicos que confirmen ningún extremo.
La referencia más temprana que se conserva sobre el pueblo de Tarna es una carta de donación de 1142 en la que Alfonso VII dona la Villa de Tarna a su Mayordomo Martín Díaz.

”(...)Yo Alfonso, Emperador de España, juntamente con mi mujer la Emperatriz Berengaria, a ti, Martín Díaz, el mejor servidor de mi casa, por el servicio que me has hecho y el que me haces, con plena libertad y alegría, te doy como herencia aquella villa que llaman Tarna situada entre los grandes montes del río Nalón para que edifiques allí un albergue para los caminantes.”
Alfonso VII 1142

.
Puesto que el término "villa" se usaba aún en el sentido romano, cabe conjeturar que Tarna fuese entonces algún tipo de granja o vivienda grande que dominaba la zona a modo de explotación agraria.

### Edad Media
Por motivos geográficos, durante la Alta Edad Media el valle de Tarna forma parte enseguida de los territorios dominados por la Monarquía Asturiana en la Reconquista, y durante la Baja Edad Media susbsiste como enclave agrícola, ganadero y artesano. La existencia de un Camino Real que atravesaba el pueblo hasta el siglo XX nos indica su importancia como ruta natural. En escrituras de esa etapa se la llama ocasionalmente “Villa Tarana”

### Siglo XVIII
En 1752 el Catastro de la Ensenada describe que existían en Tarna 

"Una Fragua, catorce madreñeros, cuarenta y nueve colmentas, cinco molinos, una taberna y un arriero "
Catastro de la Ensenada, 1752

.  Y una serie de observaciones sobre los respectivos rendimientos de estos medios de producción.
El 9 de diciembre del año 1774 Tarna queda devastada tras una violenta riada: El Río Nalón se bloqueó durante días de manera natural y este embalsamiento se liberó repentinamente, junto con gran acumulación de troncos y rocas. Tenemos constancia de ello por la carta de auxilio enviada al rey Carlos III:

En el lugar de Tarna, Parroquia del mismo nombre(...)ante mi escribano y testigos personalmente constituídos (…)(los vecinos)(…)DIXERON: Que estos otorgantes tienen experimentado una total ruina y desgracia (…) desde el día nueve hasta el catorce del mes pasado de diciembre que arrasara y demoliera más de la mitad de las casas de dicho lugar con la Iglesia Parroquial Retablos de ella juntamente una Capilla u Ermita del glorioso Antonio de Padua de tal suerte que sin la referida Iglesia y Capilla las casas que se han arruinado son cuarenta y cinco con diez paneras u orreos (…) con el fruto de ellos (…) y también otros efectos de ropas de lino y lana más ajuares y también dos ruedas de molino(…) 
9-12-1774

.
La petición de socorro tuvo respuesta, se concretó en un auxilio de mil reales de limosna tras una carta de la Catedral de Oviedo fechada el 6 de febrero:

Leiose un memorial de los vecinos de Tarna en que exponen los grandes estragos que padeció aquel lugar con las avenidas de nieve y agua en el mes de diciembre último y que se arruinó la Iglesia y muchas casas, perdiendo los pobres sus haberes y sus ganados, conque quedaron reducidos los más de los vecinos a mencionada miseria y dignos de compasión (…) Consta por público ser cierto el relato se acordó que por mano de los señores Prior y Regero se les den mil reales de limosna, procurando dichos señores que estos se repartan entre los necesitados encargándolo a las causas o personas de su maior satisfacción
Oviedo, 6-2-1775

.
De dicha riada se desprende el mito popular de que los tarninos arrojaron la imagen de su patrón San Pedro al río, cuando en realidad fue arrastrado por la riada hasta La Foz. Allí se le hizo una capilla en 1786 que lo alberga desde entonces. 
La riada, conocida como “Argayu de los Picones”, no solo fue catastrófica para los tarninos, sino que tuvo repercusiones inmediatas en el sistema de comunicaciones Asturiano. El [Marqués de Vista Alegre], apoderado del concejo de Caso, también escribe al Rey en 1775 reclamando ayuda para la cuestión argumenta que el Camino Real de Tarna es clave y debe volver a estar transitable para el beneficio general:

El Marques de Vista Alegre hace presente a V.S. que con motivo de los malos temporales que hubo en el invierno anterior se ocasionó una ruina muy considerable, como es notorio en el lugar y Camino Real que llaman Tarna, una de las principales salidas a Castilla (…) Se desbarró de tal suerte que al presente no pueden pasar por él las caballerías y les questa ir por varios senderos con grande incomodidad y sumo peligro (y esto perjudica a) también a otros varios concejos como son Piloña, Parres, Cabranes, Nava, Sariego, Villaviciosa, colunga otros que frecuentan este camino para surtirse de géneros de Castilla (…) (Por todo lo cual solicita) que tome en el asunto todas las providencias más conducentes a quitar este daño y proporcionar las utilidades de aquel concejo en que tanto se interesa la causa pública
Marqués de Vista Alegre. 1775

.
La carta nos ilustra la importancia de las comunicaciones por Tarna para la sucesión de concejos que se encuentran entre Caso y Villaviciosa. Además, muestra que el pueblo no era un lugar aislado sino un enclave transitado que relacionaba la costa y la meseta.
Cabe destacar que en dicha fecha Tarna poseía ya una escuela, lo que nos da una idea tanto de su relativa importancia demográfica como un cierto grado de desarrollo para la época. Así lo atestigua un escrito de 1774 en el que los tarninos, descontentos, buscan un nuevo maestro:

Resistiéndose de aquellos defeutos se quejaron los vezinos de dicho lugar de Tarna al Tribunal Eclesiástico (…) buscaron otro maestro que desempeñara su obligación  (…) y llegar el caso a ser pasado de dicho Tribunal Eclesiástico en vía de fuerza al tribunal de la Real Audiencia (…)hasta conseguir que se expulse al espresado Francisco Santos (…) que no les es útil para la enseñanza de sus hijos
1774

.
Estos intentos vecinales por proveerse de un maestro competente en 1774 tal vez explican que para 1803 el maestro de Bezanes fuese un tarnín.

### SigloXIX
En el siglo XIX, Tarna participa en la Guerra de Independencia contra las tropas napoleónicas. En marzo de 1809 tropas reales se estacionan en Tarna, Maraña y Sobrecastiello, y reciben abastecimiento de víveres y pertrechos a través de una brigada formada por un vecino de cada pueblo del concejo. La complejidad de esta solución conduce a que la dirección y composición dicha brigada se transfiera por contrato a un solo individuo:

PRIMERO: Que dicho Bernardo Toribio ha de conducir toda provisión que le entreguen en esta del Campo para las tropas situadas en la Parroquia de Sobre Castiello la de Tarna y la de la Villa de Maraña, como también del ramo de municiones y otros pertrechos de guerra. Ha de ser de su cargo y obligación todo lo referido; SEGUNDO ha de ser de cargo responsabilidad de las parroquias citadas pagar por cada carro, siendo a la parroquia de Sobrecastiello Diez y Ocho Reales, a la de Tarna Treinta y Ocho Reales,  y a la villa de Maraña Cincuenta y Ocho Reales(…) y es también condición que que del regreso de Tarna haya de traer enfermos y vendajes hasta la parroquia de Sobrecastiello

.
A comienzos de 1810 Juan Díaz Porlier formaba parte del ejército de Asturias con unos 1000 hombres, que constituían la división volante llamada de Cantabria. Tras una reciente incursión por la zona de La Rioja, su grupo se encontraba apostado al sur de la Cordillera Cantábrica, en la parte del puerto de Tarna, cerca de la frontera con León. A partir del 25 de enero la división del general Bonet, que había emprendido una ofensiva desde Cantabria contando con unos 5.300 hombres, había logrado ocupar Llanes, Ribadesella e Infiesto. En febrero de ese año Porlier acudió desde Tarna a Infiesto. En ese lugar derrotó a un destacamento francés capturándoles muchos prisioneros y bagajes, cortando además las comunicaciones del enemigo con Cangas de Onís.
Durante la guerra contra los franceses se fortificará la zona conocida como Las Torres (desfiladeros a unos 5 km de Tarna por la carretera que conduce a La Foz]. En 1816, pasada ya la guerra, representantes de pueblos de todo el concejo se reúnen en Tarna para debatir cómo reclamar el reconocimiento por los servicios prestados

(…) Que en la última guerra con la Nación Francesa salieron todos a la alama de Orden del General Don Federico Castañón, a causa de que los enenmigos estaban en el Concejo de Sobrescobio, armados con escopetas (…)  otros instrumentos de guerra, y llegando a él los contrarios se fueron a fortificar el punto de Las Torres de Tarna con el motivo de que querían entrar por aquel puerto un gran número de Franceses, en cuyo sitio permanecieron dos días, y teniendo noticia que los enemigos hicieron retirada se volvieron a sus casas, que por orden de Don Juan Díez Porlier pasó la Alarma a la Villa de El Infiesto donde con la destreza y manejo de Armas pudieron conseguir sacar a los Franceses de Ella
 1816

.
De 1834 data el cementerio, aún hoy existente, que se ubica en la zona baja del pueblo, junto al río. 
Las Guerras Carlistas tuvieron también repercusiones en Tarna, estando el Regimiento de Almansa acantonado allí en 1836
Tarna fue una de las “localizaciones” de la famosa “Expedición Gómez” de ese año: El 10 de agosto el General Carlista Miguel Gómez Damas escribe: 

(…)a mi regreso a Tarna, donde pernocté con el comandante de la guardia movilizada del partido de Riaño Vega Cervera, que con 100 hombres de nacionales me acompañó(…)Villalobos con unos 80 caballos bajó a Tarna, a cuyo punto habían adelantado su convoy con nuestros prisioneros, y a su llegada cargaron en las caballerías que llevaban y las del pueblo algunos artículos de boca y de guerra, dejando en Tarna los restantes, y entre ellos varios cajones de pólvora, perdigones, postas y algunas balas, que diseminado todo por la calle recogió esta Guardia nacional para su uso (…) En Tarna dejaron 200 fusiles hechos pedazos.
Miguel Gómez Damas. 10-8-1836

.
El General Espartero Trató de alcanzar a Gómez desde el pueblo leonés de La Uña, teniendo que avanzar a campo a través. Sin embargo al no poder acceder a los caminos de descenso hasta el pueblo, hubo de replegarse:

(…)En Marcha yo sobre Tarna (…) contramarché desde Maraña hasta La Uña, y sin embargo las indicaciones que me hicieron acerca de no poder transitar las caballerías, me decidí a seguir el movimiento, anhelando concluír en dos días con los rebeldes. El terreno que transité hasta la espantosa eminencia, aunque sin caminos, pudo hacerse sin vencer grandes dificultades; Mas al desdenso, sin otra huella que la que han formado las vertientes, conocí la temible empresa que tenía que acometer por los precipicios y despeñaderos que se presentaron; Y convencido por los guías de la absoluta imposiblildad de que pasasen las municiones, me vi forzado a hacerlas retroceder con todo el bagaje
Baldomero Espartero. 1836

.
Evento importante de mediados del siglo XIX es la destrucción en un alud de nieve del mesón de Tarna. La posada, que se encontraba a la entrada del pueblo, fue arrollada por la nieve en 1843 con varias víctimas mortales como resultado, y explica el rechazo tradicional y consciente de los vecinos a edificar en la zona occidental del pueblo.

### SigloXX
El siglo XX comienza para Tarna marcado por el fuerte fenómeno migratorio hacia las Américas que tiene sus inicios a finales del siglo XIX. Destacarán diversos vecinos, que logran hacer fortuna en varios países latinoamericanos y traen a Tarna nuevas ideas cosmopolitas. Desde puntos de partida necesariamente modestos, muchos tarninos consiguen posicionarse en aquellas sociedades, mucho más sofisticadas, hasta convertirse en lo que conocemos como Indianos Los vecinos que permanecen en el pueblo mantienen una modesta pero febril economía de susbsistencia, que se apoya en cuatro áreas:
- Labranza, con especial importancia de las legumbres y la siega, de la cual dependía la alimentación del ganado.
- Ganadería, principalmente vacuna, pero también caballería, vital para el transporte, así como la crianza de animales de granja como cerdos, gallinas etcétera.
- Artesanía, con un marcado acento en la fabricación de madreñas, producto en el que el pueblo llegó a ser un gran exportador, tanto a otras poblaciones asturianas como a zonas de la provincia de León, hasta bien entrados los años 1980.
- Incipiente sector servicios: Diversos “chigres” que combinaban la función de bar, ultramarinos, pensión y restaurante.

#### 1916.Villa Lucila - La Casona
Caso especial de la emigración desde Tarna hacia las Américas y su efecto en el pueblo lo constituye la finca “Villa Lucila” construida por Los Simones en 1916 en el corral conocido como “La Casona” (El nombre de La Casona ya aparece en documentación de 1758 y nada tiene que ver con la casa de 1916 , aunque popularmente existe esta confusión). Su silueta debía destacar en el pueblo de manera patente y sin duda constituía un elemento reconocible que durante 20 años caracterizó la imagen de Tarna. Se trataba, no obstante, de una villa indiana de tamaño mediano-grande, construida por José Simón González, que la construyó como casa de verano. Había comenzado trabajando en una panadería en Cuba y después acarreando sacos: Para esas fechas dirigía junto a sus primos José Simón Corral (a quien se apodaba “Corralín” para diferenciarle), Tomás Simón García y Pelayo Simón Santos una importante red de negocios,. Según rezan las tarjetas de “J.Simón y Compañía”: 

”Consignatarios de buques-Muelles-Almacenes-Exportadores de Cacao, madera y materiales de construcción-Establecimientos de ferretería, loza, efectos eléctricos, refrigeradores, radios, peletería y papelería”
J.Simon y Compañía, sociedad en comandita

.
La villa se llamaba Villa Lucila en honor a Lucila Simón Torres, esposa de José Simón González, y se encargó a unos constructores de Sama. Puesto que la carretera actual data de 1935, los materiales de construcción se trajeron a través del Camino Real, que en 1916 aún actuaba como “carretera nacional” entre la meseta y Asturias.
De corte recto y sobrio, la casa resultaba notable por su total de cinco plantas (contando el bajocubierta), en un momento en que las casas de Tarna contaban en su mayoría con planta baja y primera. La caracterizaba una composición de tendencia fuertemente simétrica con planta cuadrada, y la cara sur singularizada por una galería de tres niveles. Este era un elemento común en la época, encaminado a captar energía solar y templar la casa.
La envergadura de la vivienda se explica porque su fin era alojar a varias familias a la vez: Los Simones pasaban los veranos en su Tarna natal,  y llegaron a financiar algunas obras de mejora que de otro modo no podrían haberse acometido, como el lavadero público y las escuelas.

#### 192?.El Lavadero
A lo largo de los años 20, los Simones construyen el lavadero del pueblo (que aún existe, contiguo a Villa Lucila). Se trata de una construcción sencilla, rectangular, que permitió a los vecinos no tener tener que ir a lavar la ropa en las piedras del río como hasta entonces.

#### 1929.Las Escuelas
En 1929 Tarna recibe uno de sus principales símbolos al construirse las escuelas, financiadas por los Simones. En la parte alta del pueblo se aterraza un plinto de grandes proporciones mediante muro de contención en piedra, aún hoy observable, y sobre él se erige un edificio con planta en U. Este edificio sufrió un fuerte desgaste tras la guerra civil al ser utilizado para alojar a los batallones de prisioneros. Se reharía en 1957, pero cabe imaginar que su organización tomó como partida la 1929. De ser así, el edificio original contó con ala para niños y ala para niñas, patio exterior para el verano y vestíbulo interior que servía de recreo en invierno. Pueden diferenciarse externamente el edificio de 1929 y el de 1957 en la composición de la fachada al sur, mirando al pueblo, con una sucesión de arcos de medio punto. 

#### 1935.La carretera general
En 1935 se abre al tráfico la carretera general, todo un hito que acorta y facilita la conexión de Asturias y Castilla. En comparación con el Camino Real, esta nueva vía constituye un medio moderno perfectamente apto para el tráfico rodado, tras largos esfuerzos por salvar la abrupta orografía de la zona. Su defensa tendrá una importancia clave en los acontecimientos inmediatamente posteriores.

## Tarna en la guerra civil
La guerra civil española tendrá consecuencias singularísimas para el pueblo de Tarna, hasta tal punto, que prácticamente todo su espacio edificado es producto de lo ocurrido entonces. 
El 18 de julio de 1936 una parte del Ejército intenta un golpe de Estado contra la República pero fracasa: Estalla la guerra civil en España y en pocos días se han definido dos zonas claramente: Una, en poder del gobierno, y otra, en poder de los sublevados. Tarna se encuentra en zona republicana, mientras que la vecina provincia de León cae casi toda en manos de los golpistas. La posición estratégica del Puerto de Tarna será objeto de fuertes combates entre ambos ejércitos, que derivarán en la destrucción misma del pueblo.

### Etapa inicial
En la confusión de los primeros días, ocurre una rápida movilización de los obreros que logran reducir a los golpistas en Asturias: Ante la apariencia de que el golpe ya ha pasado, inmediatamente parten columnas con más de 2000 milicianos asturianos hacia León y Ponferrada, pero Aranda, coronel de Oviedo, aprovecha ese momento para rebelarse y lanzar sus fuerzas a la calle. Las columnas tienen que regresar para evitar que toda Asturias caiga, y como resultado, la ciudad de Oviedo queda rodeada con Aranda y su ejército dentro.
El intento republicano de conquistar León se ve así forzosamente pospuesto, y en cuestión de semanas se estabiliza el frente de combate en una línea paralela a la cordillera cantábrica que incluye el Puerto de Tarna. Esta línea se traza como unión de diversos puntos fuertes:
- Puerto de Leitariegos
- Vega de los Viejos
- San Pedro de Luna
- Zona de la Magdalena
- La Robla
- Tarna
- El Pontón

Pronto las fuerzas republicanas articulan militarmente la zona del Concejo de Caso incluida Tarna. En este contexto, Villa Lucila, queda ocupada como hospital de campaña y cuartel de mando. Así lo refleja una carta del Alcalde de Campo de Caso a Gijón, que da cuenta de los inmuebles que han sido ocupados por los soldados:

Contestando a su telegrama del 5, recibido aquí ayer, he de manifestarle que en este concejo existen, en condiciones de habitabilidad, pudiendo alojar 10 personas cada una, ocho casas o pisos vacíos. Existen además quince casas en malas condiciones(…)”Además de las referidas, ocupan las fuerzas destacadas en este Concejo, afectas al Puerto de Tarna, tres casas de gran capacidad: Una la casa de los Cobos, otra la casa de Ramiro Fernández, en Bezanes y otra de José Simón en Tarna y además otra de Victoria González en Tarna.
Los partidos políticos no tienen requisado ningún edificio.
Las casas, a excepción hecha de una, están desamuebladas.
Salud y República.
José Martínez, Alcalde de Campo de Caso, 8 de Julio de 1937

.
A lo largo de 1936 esta línea de frente mantiene combates regulares pero permanece estable, ya que para ambos bandos lo prioritario se está viviendo en el Occidente Asturiano: Columnas franquistas avanzan desde Galicia con la intención de alcanzar Oviedo. Las fuerzas republicanas se ven absorbidas por la doble tarea de contener ese ataque desde el oeste y a la vez tratar de vencer a Aranda para tomar Oviedo antes de que el enemigo llegue por occidente. Se producen varios intentos de recuperar Oviedo. El ataque más fuerte tiene lugar el 8 de octubre de 1936, que ciñe el cerco contra el propio casco: se combate calle por calle, pero no se logra dominar la ciudad. Finalmente los franquistas consiguen establecer un “pasillo” a través de Grado y toman Oviedo el día 17. Los republicanos intentarán cortar este “pasillo“en diversas ocasiones, llegando a concentrar 50.000 hombres, toda su aviación y gran parte de su artillería. . El Forcejeo por el “pasillo de Grado”, cortado y reanudado en tres ocasiones, consume enormes esfuerzos en ambos bandos.
La zona de Tarna mantiene mientras tanto a un papel de “contención” ya que allí se mantiene un equilibrio de fuerzas con el enemigo. En paralelo al combate, se fortifican los puntos más estratégicos. Aún hoy pueden verse en el entorno de Tarna construcciones de hormigón como el fortín de Alboleya, el Fortín de Guaranga o los dos fortines que existen en el propio Puerto de Tarna, uno sobre la carretera de Maraña y sobre la carretera de Las Señales, respectivamente. 
Estas fortificaciones son solo una pequeña parte del despliegue militar de la época, que se caracterizaba por grandes áreas parapetadas mediante trincheras, puntos de observación, alambradas y un espacio “tierra de nadie”, entre ambos ejércitos. Cada batallón republicano (exceptuando bajas y heridos) constaba de 500 hombres, y en Tarna se establecen tres: El 252, 228, y 231
Este enorme contingente, por su propia aglomeración, altera la vida diaria de los vecinos. En los momentos de calma, los soldados bajan del puerto al pueblo y se les sirve un licor apodado “saltaparapetos” semejante al coñac. De la gran concentración de tropas se derivan problemas de todo tipo, entre los que no faltan los incontrolados:

(…) A esta alcaldía llegan continuamente quejas de vecinos de este concejo, en el sentido de que las fuerzas que se encuentran destacadas en Tarna no respetan sembrados ni heredades dándose el caso de que destrozan las sebes (cierres) de las fincas y meten caballerías en ellas sin reparar en a qué están dedicadas y sin medir el perjuicio que le hacen. Hay ciudadanos que debido a esta invasión quedarán sin recoger el fruto de las propiedades que con tanto esfuerzo cultivan. (…) Todos tenemos la obligación de sacrificarnos en bien de la causa que se persigue. Este concejo viene dando pruebas de ello, ya que siempre ha atendido los requerimientos que se le hicieron (ahora mismo se entregaron 20 camas con su correspondiente ropa para Tarna, además de infinidad de ellas antes), pero vea usted si es justo lo que está ocurriendo. (…)
Además debo poner en su conocimiento que las expresadas fuerzas (…) llevaron a gran número de vecinos bastantes reses, caballares y monturas, con el pretexto de que les serían devueltas enseguida ya va transcurriendo mucho tiempo y la devolución no se llevó a término.(…) Vienen, además, sucediéndose robos de ganado en este Concejo y se supone que los autores son los soldados(…)
Ruégole de solución a estos hechos, suplicándole me conteste al presente escrito para dar satisfacción a los ciudadanos de aquí (…).
José Martínez, Alcalde de Campo de Caso, 1 de mayo de 1937

.

### Ofensiva republicana de mayo de 1937

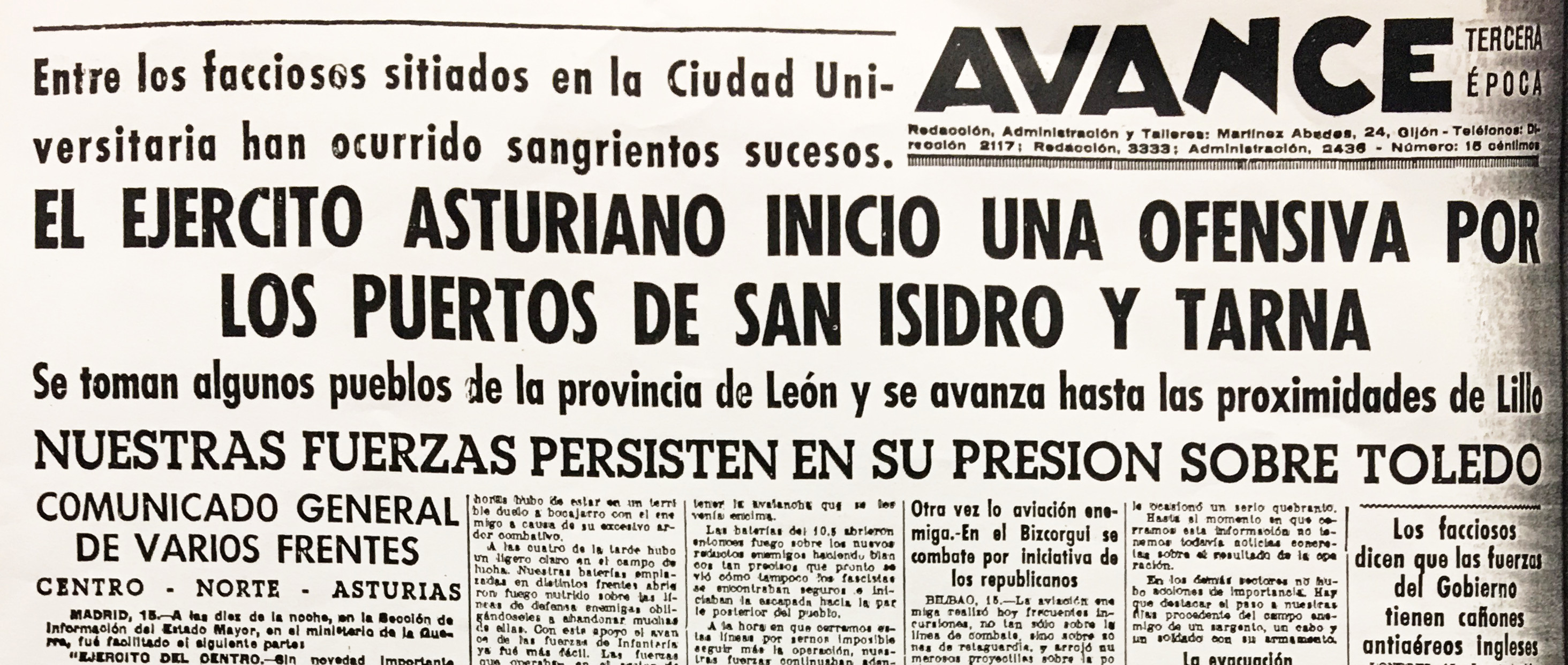
Titular del diario Avance en mayo de 1937, anunciando la ofensiva republicana desde los puertos

Hasta principios de 1937 el ejército franquista tiene como prioridad tomar Madrid, pero cuando la conquista de una gran ciudad, bien armada y fortificada, se demuestra inviable, Franco decide cambiar de estrategia.  Redirige sus fuerzas a atacar la cornisa Cantábrica empezando por Euskadi.
En Asturias, perdido Oviedo, y ante la evidencia de que el ejército de Franco está concentrando su fuerza contra el País Vasco, el bando republicano intenta una ofensiva desde Tarna y Pajares que obligue al enemigo a desviar fuerzas. Existen factores a favor:
- La Fábrica de armas de Trubia sigue en poder republicano.
- Se cuenta con una cierta cantidad, limitada, de armamento ruso descargado en Santander.
- Se cuenta con materias primas, locales, como acero y carbón.

Por el contrario, los factores negativos que pesan sobre la ofensiva hacen improbable el éxito:
- No es posible importar armas ni munición de Francia a Asturias[24]
- El Frente Norte está aislado y rodeado por tierra.
- La Flota republicana se encuentra en el Mediterráneo protegiendo los envíos soviéticos y el Cantábrico está casi en manos de la marina franquista.
- Los franquistas se encuentran en superioridad numérica, con 160.000 hombres frente a 120.000.
- Franco cuenta con armamento terrestre enviado por Hitler y Mussolini, en cantidades progresivamente mayores, con 400 piezas de artillería contra 250, y 60 tanques frente a 40.[25]
- La aviación entre ambos bandos está fuertemente descompensada, contando los franquistas con 70 aviones propios, 70 aviones italianos y 80 alemanes, frente a 70 aparatos republicanos.[26]

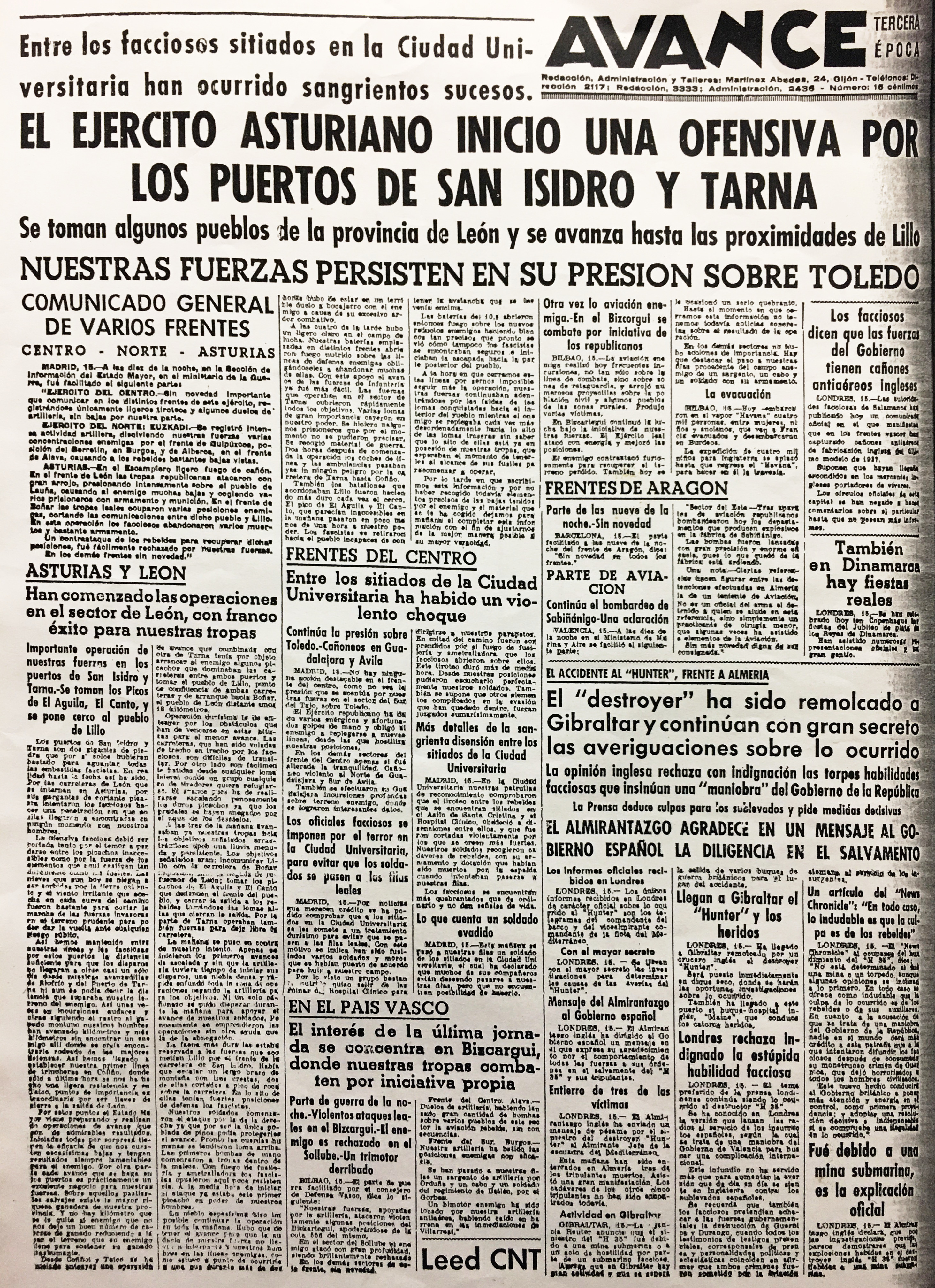
Portada del diario Avance, mayo de 1937, anunciando la ofensiva republicana en los puertos

A pesar de todo, la ofensiva está bien planificada y arranca con éxito, rompiendo el equilibrio de fuerzas que existía en la zona de San Isidro-Tarna. Los republicanos avanzan por el valle de Cofiñal tomando la sierra de Rebollares y la margen opuesta, y alcanzan Puebla de Lillo, donde llega a combatirse entre el caserío. Esos días, ante la situación de emergencia, el mando franquista envía 50 camiones con dos tabores de regulares y demás infantería, para bloquear el avance.
De inmediato, desde su base en León, redobla su actividad la aviación alemana de la Legión Cóndor, que trata de desalojar a los republicanos bombardeando sus posiciones, mientras desde el suelo la artillería franquista hace otro tanto. Esta combinación desgasta las posiciones durante 20 días. Según algunas fuentes, el 9 de junio Franco en persona visita la zona para dar instrucciones directas. El ejército republicano va acusando sus problemas de abastecimiento y medios, y después de casi tres semanas de combate, cede, volviendo a una envolvente San Isidro-Isoba-Cofiñal-Puerto de Tarna. 
Indudablemente, la ofensiva republicana de 1937 puso al límite la resistencia de su ejército, pero también la de la retaguardia. En el caso de Tarna, que albergaba un cuartel general y un hospital de campaña, la relación con el frente era directa. Entre otras medidas la Comandancia General hace un requerimiento para recabar leche entre los vecinos con destino al hospital de campaña, instalado en la Villa Lucila. A la sazón el alcalde del concejo envía una carta al de Tarna en la que pide cooperación a los dueños de las vacas:

(…) No nos podemos negar a este requerimiento y tenemos la obligación de imponernos el máximo sacrificio procurando el facilitarles leche (pues en otro caso llegarían hasta a requisar los animales productores y entonces vendrían los lamentos), y que por ello es necesario que usted de las órdenes oportunas a ese vecindario y faciliten a la persona que viene diariamente a recogerle una cantidad que llegue a cubrir las necesidades del hospital.
Salud y República.
José Martínez, Alcalde de Campo de Caso, 26 de julio de 1937

.
La presencia de innumerables caballos en el frente también se hará notar en el forraje disponible para el ganado local, entre los muchos desequilibrios que la presencia del enorme dispositivo militar causa en la vida del lugar. 
Poco después del fin de la ofensiva, el 19 de junio, cae Bilbao. En el frente de Tarna los combates “de contención” continuarán, sin que la línea de fuego se mueva hasta finales de septiembre. Esas semanas se sigue con gran atención lo que pasa en el resto de España: En julio tiene lugar la batalla de Brunete y en agosto la de Belchite, encaminadas a apartar la presión franquista sobre el norte, pero ninguna logra cambiar el curso de acontecimientos.

### Ofensiva franquista. Caída de Asturias y destrucción del pueblo
En el verano de 1937, ante los éxitos franquistas sobre el Frente Norte, el Gobierno republicano trata de lanzar ataques en el frente de Madrid (Batalla de Brunete) y en el de Aragón (Batalla de Belchite) que aparten la acción hacia otros puntos de la Península. Sin embargo, se reproducen los mismos problemas: Tras una buena planificación y puesta en marcha, los ataques republicanos se estancan por escasez de medios y el enemigo termina por neutralizarlos.
El 14 de agosto, una vez caído Euskadi, el ataque directo pasa a Cantabria, que caerá el 2 de septiembre. Con Asturias finalmente rodeada, el mando franquista pone en marcha la invasión final. Los acontecimientos en la zona de Tarna transcurren de este modo:
- 1 de septiembre de 1937: Se pone en marcha la ofensiva final sobre Asturias, con un total, en ese momento, de 110.000 hombres. Será una doble maniobra: En la zona de Tarna, Aranda atacará con el VII Cuerpo del Ejército, mientras que por la costa, al Este, atacarán brigadas navarras y castellanas procedentes de Cantabria. Estas dos partes de “tenaza” deberían cerrarse en Infiesto, haciendo caer Asturias. .[31] En la costa la Batalla de El Mazuco ejemplificará la crudeza de la lucha final sobre el terreno asturiano.

- 20 de septiembre de 1937: Aranda ordena tomar Tarna al coronel Agustín Muñoz Grandes, que manda la II Brigada de Navarra, estacionada en Maraña. La cobertura aérea es prácticamente perfecta, al encontrarse la aviación republicana reducida a mínimos.[32]

- 24 de septiembre de 1937: Tras cuatro días de resistencia encarnizada, el Puerto de Tarna se mantiene en poder del ejército republicano. Ante dicha resistencia, Aranda da la orden de atacar también el puerto de San Isidro, al oeste de Tarna.
- 26 de septiembre de 1937: Después de otros dos días de combate ininterrumpido, se toma el puerto de Ventaniella, al Este del puerto de Tarna, que sigue resistiendo el ataque aéreo y artillero. San Isidro también aguanta ante el ataque.

Ese día se produce el derribo de un avión alemán de la Legión Cóndor averiado por fuego antiaéreo republicano, que efectúa un aterrizaje forzoso en el cruce de Maraña.  No se conoce con exactitud qué tipo de aparato era, aunque sería factible que se tratase de un Hs 123 o un Ju-87, aviones de ataque a tierra, habituales en el bombardeo en alfombra que los franquistas venían realizando en la Ofensiva del Norte.
- 29 de septiembre de 1937: Los franquistas consiguen controlar la carretera de Cofiñal a Tarna.
- 30 de septiembre de 1937: La II Brigada de Navarra, mandada por Muñoz Grandes toma Cofiñal.
- 1 de octubre de 1937: Tras luchar contra los batallones republicanos 211, 241 y 217, el teniente coronel Ceano toma toma la posición del fortín de la Alboleya, entre Lillo e Isoba. En la zona de Ventaniella los franquistas siguen avanzando.
- 4 de octubre de 1937: Tras diez días de resistencia, los franquistas conquistan San Isidro, defendido por los hombres de Silvino Morán. En Ventaniella el avance sigue a través de los bosques, en medio de combates extremadamente violentos. Es una lucha rabiosa cuerpo a cuerpo, que deja un profundo recuerdo en los vecinos de Tarna: Se trata del avance por “La Cerrona”[33] con el que los franquistas llegan hasta Pendones desde Ventaniella. Su intención es cortar la carretera Tarna-Campo de Caso a la altura de Pendones. Aunque el Puerto sigue resistiendo, este flanqueo amenaza con “encerrar” a los republicanos en Tarna.
- 5-6 de octubre de 1937: Tras tomar San Isidro, los franquistas siguen avanzando y toman La Felguerina y Caleao. La situación es límite para los batallones republicanos de Tarna, que resisten ya prácticamente rodeados y con el enemigo a punto de cortarles en el cruce de Pendones.

- 7 de octubre de 1937: Tras cuatro horas de combate la II Brigada de Navarra ocupa el pueblo de Tarna, que se encuentra completamente destruido. Las fuerzas republicanas tratan de replegarse y reestructurarse en dirección a Campo de Caso y en los días siguientes se dan combates terrestres y ataques aéreos en La Foz, Bezanes y Campo de Caso.
- 10 de octubre de 1937: Franco visita Tarna, Lillo, San Isidro y el Pontón, recién ocupados.
- 16 de octubre de 1937: Es tomado Campo de Caso, arrasado tras varios ataques aéreos.
- 19 de octubre de 1937: Las fuerzas franquistas de la montaña enlazan con las de la costa en Infiesto, cumpliendo el plan original. El frente asturiano está a pocos días del derrumbe.
- 21 de octubre de 1937: Cae Gijón, con lo que desaparece el Frente Norte.

La Causa General franquista cita como motivo único de la destrucción de Tarna un incendio general provocado por las fuerzas republicanas al retirarse. No se trata de una afirmación fiable al 100% ya que la Causa General declaró lo mismo en casos como el del bombardeo de Guernica . Los testimonios presenciales son diversos, y afirman o contradicen la versión oficial. A nivel popular existen relatos que describen como se avisó a la población de lo que iba a ocurrir para que abandonasen sus casas, y también descripciones de aviones que atacaban “cayendo en picado” (cosa que encajaría con los Ju-87 y Hs 123). Parece impensable que Tarna, siendo el centro de gravedad de todo el frente, no sufriese bombardeo alguno en todos los meses que duró la guerra, pero también tendría sentido que el ejército en retirada siguiese la táctica de la tierra quemada para no dejar nada útil a los franquistas.
Parece factible que tanto la teoría del bombardeo como la del incendio sean compatibles y concurrentes entre sí, sin que pueda excluirse ninguna de ellas.

## Tarna tras la guerra civil
Acabada la guerra, la localidad de Tarna es elegida por el régimen franquista para su reconstrucción, el 7 de octubre de 1939. . Al parecer Franco afirmó que Tarna sería uno de los primeros pueblos reconstruidos de España cuando visitó sus ruinas el 10 de octubre de 1937
La evaluación de los daños sufridos por la localidad se estima, según datos de la revista Reconstrucción, en 400.000 pesetas 
Los años de la posguerra serán recordados por los vecinos como un tiempo de gran penuria material y personal, al verse privados de un techo, medios de subsistencia y toda concordia social. 91 familias tuvieron que empezar sus vidas desde cero. Para los excombatientes o simpatizantes del bando vencido la amenaza de la muerte será un factor constante, sucediéndose años de denuncias entre vecinos, detenciones, fusilamientos y demás fenómenos represivos propios de la época. En la etapa más dura de la posguerra los bosques de Tarna serán el refugio de un gran número de republicanos que viven ocultos para salvar su vida. Popularmente los vecinos se referirán a estas personas como “los del monte”.

## La reconstrucción
La reconstrucción de Tarna se caracterizará por su dificultad, explicada por diversos factores, como su localización en la montaña o la propia situación de penuria de la posguerra. A ello se añadirán conflictos locales con las autoridades, y la intervención en total de cuatro organismos sucesivos. Cabe señalar la contradicción entre la formalización estética de las casas (estilo supuestamente “regional”, pintoresco, tradicionalista) y la organización interna (todas las habitaciones con luz, ventilación, circulaciones racionales, diferenciación entre zona de día y zona de noche), más propia del Movimiento Moderno y la arquitectura racionalista que el franquismo denuesta por su asociación al cosmopolitismo, el internacionalismo y la II República. Esta dualidad entre el exterior conservador y el interior avanzado se explica porque la vivienda rural, a diferencia de la urbana, se considera a la vez una plasmación ideológica y un instrumento de trabajo:

La vivienda campesina ha de considerarse ante todo como un instrumento de trabajo, cuyo funcionamiento repercute en la economía agraria, que es bien común de la nación”(…)”La casa hemos de concebirla, con el sentido tradicional del hogar español, como primer centro de educación cristiana y familiar, y al mismo tiempo como lugar donde el hombre que trabaja disfrute con los suyos de comodidad, alegría y bienestar
Prieto Bances, Luis “El proyecto y el buen uso de la vivienda” ob cit p24

.
Además, la obligada escasez de adornos (que se concentran principalmente en los aleros de las casas, pintados de color) provoca una imagen minimalista, intemporal, pura: Todas las casas se acaban escrupulosamente en blanco, como ratificando —paradójicamente— los principios de la arquitectura moderna que el régimen denostaba.
El producto es una extraña mezcla de nostalgia exterior y funcionalismo interior que por su singularidad convierte a Tarna en uno de los pueblos más insólitos de España. 
El trazado general del pueblo es igualmente sorprendente, basado en calles rectas y giros perpendiculares, con una dirección principal Este-Oeste, lo que determina una mayoría de viviendas con fachadas al sur y al norte. No obstante, a la entrada del pueblo se traza una fila de casas perpendicular a las anteriores para crear la sensación de “pueblo cerrado”, y también se hace esto en el fondo de la plaza, para dar una impresión de “plaza cerrada”. Dicha plaza tiene como protagonista la antigua iglesia, que a su vez actúa como fondo visual de la calle de acceso Tarna. El resultado de este pueblo “blanco”, homogéneo y abstracto, supone una visión asombrosa aún hoy.

### 1937-38 Fase 1: Falange
Poco después de la destrucción del pueblo, se proyectan 162 viviendas para Pendones, La Foz y Tarna, correspondiendo a Tarna la construcción de 70 viviendas. Las obras corren a cargo del Servicio Técnico de Falange, que emplea como mano de obra a prisioneros de guerra republicanos, alojados en las escuelas. Esta mano de obra, en condiciones de esclavitud, es prácticamente gratuita para Falange, por lo que el presupuesto por cada vivienda se calcula en solamente 6.767 pesetas de la época.  Se trata de un precio extremadamente bajo (a modo de comparación, un coche pequeño como el Ford 8hp fabricado en Barcelona costaba 7350 pesetas en 1936, ello sin contar el derrumbe de la Peseta como moneda). 

Este precio ínfimo se explica no solo por el empleo de mano de obra esclava, sino también por el uso de materiales de escombro recogidos en el propio lugar. Sin embargo se toma la cifra como referencia en adelante, causando multitud de problemas a la hora de llevar a cabo una reconstrucción con calidades y mano de obra normales. Entre finales de 1937 y principios de 1938 los prisioneros de falange empiezan 33 viviendas (26 del Tipo1 y 7 del Tipo2) que serán terminadas por los organismos siguientes. 

### 1938-40 Fase 2: Diputación Provincial
En mayo de 1938 la Diputación Provincial se hace cargo de la obra, sin un proyecto ni un presupuesto concretos . En ese momento, tras siete meses viviendo en el desamparo absoluto, los vecinos de Tarna ofrecen en un escrito su propio trabajo gratuito como peones, sus ganados para acarrear material, o ceder cualquier terreno del pueblo que sea necesario, sin pedir otra cosa a cambio que agilizar la recuperación de las viviendas. También por estas fechas se imprime un famoso conjunto de postales que ilustran el estado de reconstrucción del pueblo, y en la Voz de Asturias, Sección Notas de la Vivienda Local y Provincial, el 9 de noviembre de 1938, el propio arquitecto provincial, Manuel Bobes, manifiesta el satisfactorio desarrollo de las obras de reconstrucción de los pueblos de Tarna, La Foz y Pendones. Se retoman las 33 viviendas empezadas en la etapa anterior, y para 1940 el arquitecto provincial redacta un nuevo proyecto, “75 viviendas de renta reducida en Tarna, Pendones y La Foz”, cuyo presupuesto es de 997.972 pesetas. En este nuevo proyecto, que continúa lo empezado 1937, se planean las 37 viviendas que le faltan a Tarna para llegar al total de 70 previsto, siendo 30 del Tipo1 y 7 del Tipo2. El presupuesto calculado para cada vivienda empieza a ascender al retirarse de Tarna los batallones de trabajadores, pasando de 6767 a 11 853 pesetas por unidad. Las 37 viviendas deberán costar, por tanto, 438 559 pesetas, a las que hay que sumar 126 337,87 necesarias para terminar las 33 ya empezadas: Se aprueba, así, una inversión total de 564 897,39 pesetas. En la práctica, durante estos dos años, entre mayo de 1938 y mayo de 1940, la Diputación Provincial solo logra continuar las casas que ya estaban empezadas, dejándolas en este punto:
- 12 en estado indeterminado.
- 7 en cimientos
- 7 con muros pero sin forjados
- 7 con forjados y cubierta pero sin compartimentación interior

Ante la necesidad acuciante de techo tras ya tres años sin vivienda, los tarninos solicitan la ocupación provisional de las casas a modo de refugio, hacinándose en ellas las 91 familias. Esto durará años, y las condiciones serán especialmente duras durante las nevadas, dada la crudeza del invierno en la montaña asturiana.

### 1940-1957 Fase 3: Regiones Devastadas
En junio de 1940, ya un año después del fin de la guerra civil, la Dirección General de Regiones Devastadas se hace cargo de la obra de reconstrucción de Tarna. El organismo celebra una exposición mostrando sus actuaciones a escala nacional y Tarna tiene el protagonismo en la sala dedicada al Norte de España. En ese momento, en el pueblo hay 33 viviendas inconclusas y 37 viviendas en proyecto. 
- Cambios en el presupuesto: Lo primero que hace el arquitecto de Regiones Devastadas, Francisco de Saro, es corregir el presupuesto por cada vivienda (que anteriormente ya ha pasado de 6.767 a 11.853 pesetas por unidad), hasta fijarlo en 25.000 pesetas.
- Cambios en la tipología de vivienda: El otro gran aspecto que se corrige es la variabilidad, pasando de dos tipos de casa (Tipo1 y Tipo2), a nueve tipos, 1, 2, B,C,D,E,F,G1,G2.

Finalmente, el trazado completo del pueblo tal y como se lo conoce hoy queda fijado, con una dirección principal Este-Oeste, paralela al río, y con un espacio libre central, asociado a la iglesia.

##### 1950 Carta de protesta
Aparentemente las obras apenas avanzan entre 1941 y 1951. Los 13 años que pasan entre 1937 y 1950 derivan en desesperación y el alcalde envía una carta de protesta a la Comarcal de Oviedo, firmada por 78 de los vecinos. En ella se citan, entre otras: 
- Hundimiento de los tejados en las casas que ya los tenían colocados.
- Expropiación injustificada de fincas.
- Construcción de una hilera de casas sobre una zona peligrosa por concentración de agua.
- Construcción de casas en zona peligrosa por riesgo de avalanchas (en 1943 ocurre un alud de nieve con víctimas mortales).

La carta transmite la fuerte inquietud de los vecinos y concluye de manera contundente:

”¿Qué hubiera sucedido si esos nuevos edificios hubieran sido ocupados por nuestras familias y nuestros ganados?¿Hasta dónde hubieran alcanzado los daños materiales, las desgracias personales y la responsabilidad en la que se habría incurrido?¿No nos considera con razón suficiente para elevar hasta V.I. nuestro disgusto y si se quiere nuestra formal protesta por haber empleado materiales de dudosa calidad y sin resistencia alguna donde necesariamente tienen que pernoctar toda la vida nuestras familias y las de los que nos sucedan? (…)” “(…)Mas, a pesar de advertirlo, no nos hicieron caso, prueba del escaso concepto que les merecemos. No deja de ser una desgracia tener que vivir de la voluntad ajena, como si se tratara de una limosna, cuando contribuimos con servicios y recursos al Estado, Provincia y Municipio, de acuerdo con lo que nuestras posibilidades económicas permiten”
D. José Capa Gallinar, en representación de los vecinos firmantes

.
Ante esta carta los vecinos no recibieron contestación alguna, probablemente por no agradar a los responsables de las obras. De todos modos, en su propia correspondencia privada con Madrid (1952), el gobernador civil de Asturias coincidía en que “Asturias en general está siendo relegada al abandono, y que particularmente la reconstrucción del pueblo de Tarna no acabará jamás si no se pone remedio”
Ya en 1953, los vecinos reenvían su carta a la Dirección General de Regiones Devastadas, y a la Brigada de Asuntos sociales, pero temiendo que ello traiga problemas mayores se redacta un último escrito pidiendo que se olvide la carta original. En él se explica que fue redactada por el vecino Don José Martínez Simón y que el alcalde la firmó “sin darse cuenta de su importancia”. Aparentemente el altercado queda perdonado, y se envía al propio arquitecto a Tarna, quien enuncia las siguientes conclusiones:
- Las cubiertas de las casas se han hundido porque eran puramente provisionales
- Se han expropiado fincas por falta de espacio
- Se construirá un canal subterráneo para el drenaje de la zona con agua.
- Alega que la oficina técnica ya contempla evitar la construcción de casas en emplazamientos con riesgo de avalancha.

Añade que “es de manifiesta mala fé el aparentar remilgados temores por el futuro de unas obras que prevén en su proyecto y en su ejecución la solución técnica de un problema que durante siglos no ha preocupado al vecindario”
La Brigada de Asuntos Sociales, que también ha recibido la carta, decide acudir por su cuenta a Tarna y entrevistar al vecino José Martín Simón, señalado como autor de la queja original de 1950. . José Martín Simón no se retracta de sus palabras, y afirma que los vecinos coinciden con él. Tras un examen detenido de las obras, duda de la provisionalidad de las cubiertas y señala:
```
 
```

”La parte correspondiente a los aleros de dichos tejados presenta un carácter indudablemente definitivo, tanto en su colocación como en la condición de sus elementos, ya que sus partes de madera tienen incluso trabajo de adorno”

.
La provisionalidad de las cubiertas queda también desmentida por el encargado de los trabajos generales de carpintería, que confirma a la Brigada de Asuntos Sociales su carácter definitivo. 

##### 1951. Instalación de barracones
En 1951 se empieza la construcción de diez barracones de madera para alojar permanentemente trabajadores traídos de Oviedo .  Cada barracón tiene una capacidad de 28 personas, por lo tanto, Tarna pasa a tener una mano de obra potencial que ronda o puede rondar los 280 trabajadores. Esta decisión, más costosa, permite que entre 1951 y 1953, se completen 13 viviendas. Sin embargo causa que el coste por vivienda, que viene subiendo desde 6.767, 11.853, y 25.000 pesetas, sea ahora 47.344 pesetas por unidad. Esto agota el dinero disponible para reconstruir La Foz, Pendones y Tarna y conduce a un nuevo parón. Para 1953, quince años después de que Tarna fuese elegida como pueblo a reconstruir, la situación de la obra es:
- 2 viviendas terminadas por los propios vecinos
- 13 viviendas terminadas por Regiones Devastadas
- 20 viviendas en proceso
- 35 sin comenzar

Se redactan así varios nuevos Proyectos, con un presupuesto total de 400.000 pesetas: “Proyecto de 11 viviendas de ganadero en Tarna”, “24 viviendas para ganadero en Tarna”, “Proyecto de reforma y ampliación de 20 viviendas en el pueblo de Tarna”, “Veinte viviendas de renta reducida en Tarna”, que tienen como objetivo reajustar de nuevo la situación, y dividir el problema en partes menores.

Además, se pretendía transformar las antiguas viviendas del Tipo1 en viviendas del nuevo TipoB, ya que según los vecinos presentaba muchas ventajas: La diferencia fundamental estribaba en suprimir el corredor de la planta alta y el correspondiente espacio de porche inferior, haciendo la fachada a ras con el exterior. Esto suponía más espacio en la cocina (considerada por los vecinos como el núcleo de la vida familiar) y para los dormitorios en la planta alta, con la posibilidad de incluir un baño en cada planta, y una despensa. 

En el nuevo proyecto se pasa a cocinas de carbón de tipo más moderno que las previstas en 1937, se cambian las escaleras de madera por otras de ladrillo y, sobre todo, se refuerza la cubierta. Aparece entonces también la vivienda “con taller” orientada a los muchos vecinos cuyo medio de subsistencia es la artesanía, muy especialmente la elaboración de madreñas.
Para julio de 1954 el presupuesto de 400.000 pesetas se agota nuevamente, con lo que debe aprobarse un nuevo presupuesto que añade 422.000 pesetas más. Esto se debía principalmente a que la casa TipoB era más costosa que la TipoG o “de ganadero”. Se hacen diversas modificaciones al Proyecto, llegándose a acumular un total bastante diverso:
- Tipo 1- 82.110’12 pesetas
- Tipo 2- 80.426’57 pesetas
- TipoA- 82.143’10 pesetas
- TipoB- 88.235’21 pesetas
- TipoC- 79.188’55 pesetas
- TipoD- 63.937’73 pesetas
- TipoG- 75.242’26 pesetas
- TipoG’- 53.125’39 pesetas

El resultado es lo que podríamos llamar “variaciones sobre un mismo tema”, y es producto lógico de la adaptación de una idea simple a una realidad compleja. Hasta 1957 la construcción seguirá adelante de manera menos dramática conforme las 91 familias van pudiendo ocupar sus casas correspondientes y el hacinamiento va remitiendo.

##### Infraestructuras
Las tareas de la etapa 1940-1957 incluyen también obras de alcantarillado y alumbrado, así como de instalación de varias fuentes públicas que aún funcionan hoy, (pueden verse en la plaza y frente a la finca de La Casona). En las siguientes décadas los propios vecinos irán dotando sus casas de agua corriente propia. El pueblo conserva un sistema de luz eléctrica anterior a la guerra, pero la instalación se encuentra en estado totalmente precario, y se instala un tercer hilo con un transformador. También, se regulariza el suelo de las calles, que será de tierra, tipo camino, hasta su hormigonado general hacia los años 80.
A lo largo de los años 50 se actúa sobre la iglesia y las escuelas, únicos edificios emblemáticos que conserva el pueblo.
- La Iglesia: Datante en su mayor parte de 1926,[56]  sobrevivió a la contienda, pero sufrió un desgaste al ser comedor del batallón de prisioneros y después comedor infantil.[57]  En esta década se le reparan la cubierta y los pavimentos.
- Las Escuelas: Construidas en 1929 y supervivientes a la guerra,  después han sido empleadas para alojar a los batallones de trabajadores prisioneros, y luego han dado techo a muchas familias que se han hacinado allí ante la carencia de otro techo. Se encuentran en un estado de deterioro total. Francisco de Saro redacta un proyecto de reconstrucción de este edificio, que ya será ejecutado a partir de 1957 por la DGA.

### 1957-196? Fase 4: Dirección General de Arquitectura
En julio de 1957, tras un proceso de reconstrucción de aproximadamente 20 años, se transfiere la obra de Tarna a la Dirección General de Arquitectura. En estos años se completa el pueblo, y destaca la reconstrucción de las Escuelas de 1929 siguiendo el Proyecto redactado en la etapa anterior. El edificio original seguía en funcionamiento regular para la docencia a pesar de su estado ruinoso, producto de haber sido usado primero como barracón de prisioneros y luego como refugio para muchas familias de Tarna. Desgraciadamente el edificio de 1957 resulta destruido en 2009 ante la oposición de los vecinos, para construir un museo dedicado al urogallo, que a pesar de inaugurarse nunca llegará a entrar en uso. El edificio constituye una de las mayores polémicas recientes vividas en Tarna y muestra los riesgos a los que el pueblo se enfrenta hoy, al carecer de todo sistema o procedimiento que proteja el valor histórico de sus construcciones.

## Barrios
- Puerto de Tarna (El Puertu en asturiano)

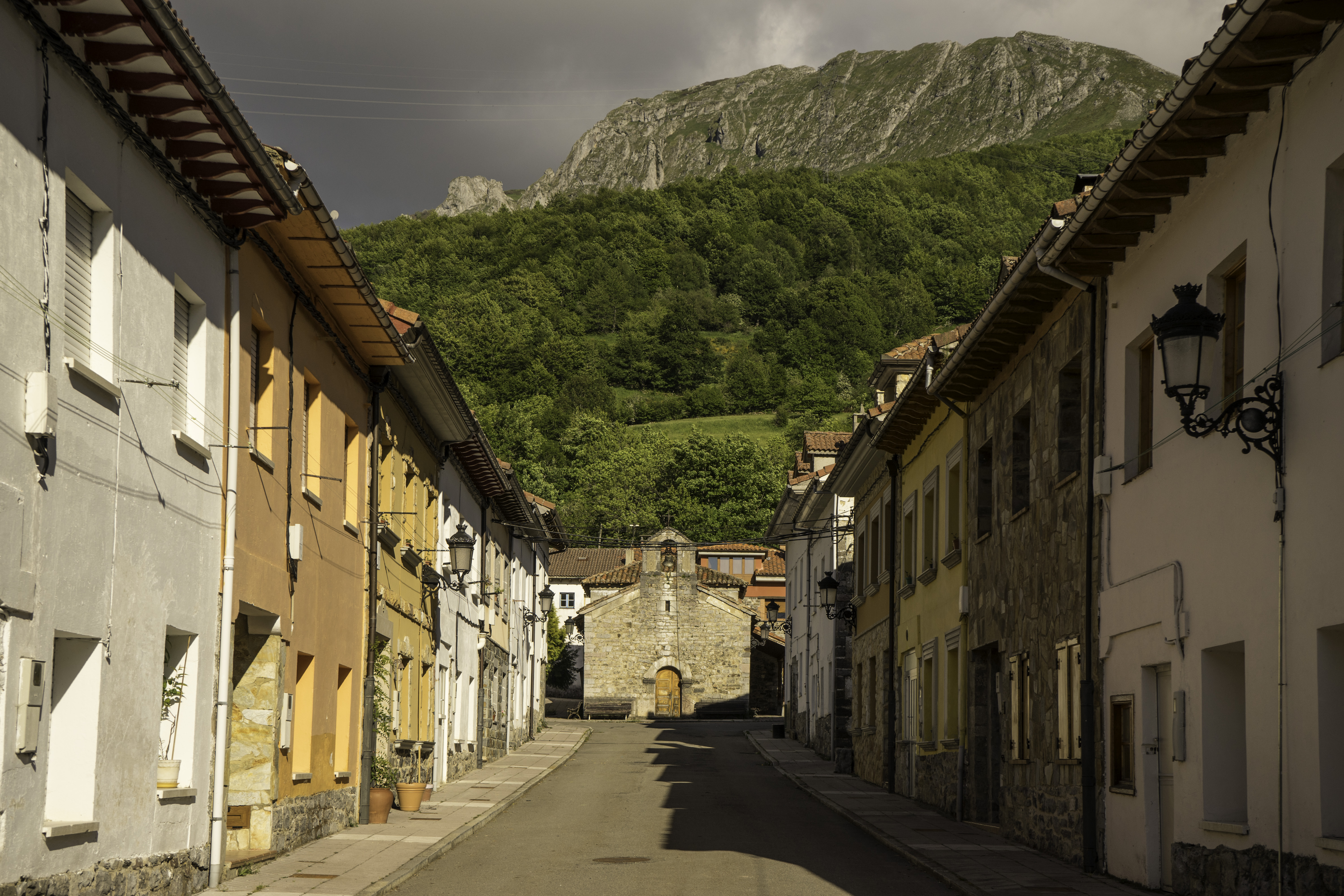
Iglesia de Tarna

- Tarna
- Les Escueles

## Célebres de la zona
- Ramón Blanco Pérez (Político) Campo de Caso
- Anabel Santiago Sánchez(Cantante) Campo de Caso
- Gaspar T. Valle (Político) Caleao
- I.F.González (Escritora) Tarna
- L.Alonso Muñíz (Ensayista) Campo de Caso
- Pedro García Simón (Teniente de carabineros) Tarna